# Alai-Mull-Lemming
Der Alai-Mull-Lemming (Ellobius alaicus) ist eine wenig erforschte Art in der Unterfamilie der Wühlmäuse. Die Population wurde bis in die 1980er Jahre dem Nördlichen Mull-Lemming zugerechnet. Genetische Untersuchungen stellten eine nähere Verwandtschaft zum Zaisan-Mull-Lemming fest.

## Merkmale
Mit einer Kopf-Rumpf-Länge von 110 bis 132 mm, einer Schwanzlänge von 8 bis 17 mm, einem Gewicht von 42,5 bis 64 g und mit ihrer Fellfärbung ist die Art äußerlich fast nicht vom Zaisan-Mull-Lemming unterscheidbar. Oberseits kommt braunes Fell mit gelblichen Tönungen vor und die Körperseiten sowie die Unterseite sind grau. Beim Alai-Mull-Lemming sind Stirn und obere Schnauze etwas dunkler. Manchmal sind die Wangen etwas gelblicher. Die Schneidezähne sind deutlich nach vorn geneigt und die Molaren besitzen Wurzeln. Der diploide Chromosomensatz enthält 54 Chromosomen (2n=54).

## Verbreitung und Lebensweise
Die bekannten Funde stammen aus dem Alaigebirge in Kirgisistan von etwa 3300 Meter Höhe. Diese Wühlmaus lebt auf Bergsteppen mit vereinzelten Bäumen und auf Bergweiden. Andere Aspekte des Verhaltens entsprechen vermutlich dem Zaisan-Mull-Lemming.

## Gefährdung
Eine Intensivierung der Weidewirtschaft wirkt sich vermutlich negativ aus. Die Größe des Verbreitungsgebiets liegt schätzungsweise bei 2600 km². Die IUCN listet die Art aufgrund fehlender Angaben zur Populationsgröße mit unzureichender Datenlage (data deficient).